# Sula (Dnepr)
Die Sula (ukrainisch und russisch Сула) ist ein linker Nebenfluss des Dnepr mit einer Länge von 363 km und einem Einzugsgebiet von 18.500 km². 

## Flusslauf
Die Sula entspringt in den südwestlichen Ausläufern des Mittelrussischen Rückens etwa 30 km westlich der nordukrainischen Oblasthauptstadt Sumy. Von ihrer Quelle fließt sie in südwestlicher Richtung, wobei sich das rechte Ufer im Mittellauf tief in das Poltawa-Plateau einschneidet. Die Sula mündet in der Oblast Poltawa in den zum Krementschuker Stausee aufgestauten Dnepr. Aufgrund der Aufstauung verfügt sie heute über ein großes Delta mit zahlreichen Inseln, auf denen seltene Vogelarten nisten. Ein wichtiger Nebenfluss ist der Udaj, zu den kleineren Zuflüssen gehören Orschyzja, Sliporid, Romen und Tern.
Größere Ortschaften an der Sula sind Romny, Lochwyzja, Sawodske und Lubny.